# Aleja Wojciecha Korfantego w Katowicach
Aleja Wojciecha Korfantego w Katowicach – jedna z arterii komunikacyjnych Katowic, biegnąca ze Śródmieścia w kierunku północnym przez Koszutkę i Wełnowiec-Józefowiec do miasta Siemianowice Śląskie. Znajdują się przy niej liczne budynki użyteczności publicznej oraz mieszkalne powstałe w różnym okresie, zwłaszcza w latach powojennych. Nosi imię jednej z ważniejszych postaci w historii Górnego Śląska – Wojciecha Korfantego.

## Przebieg

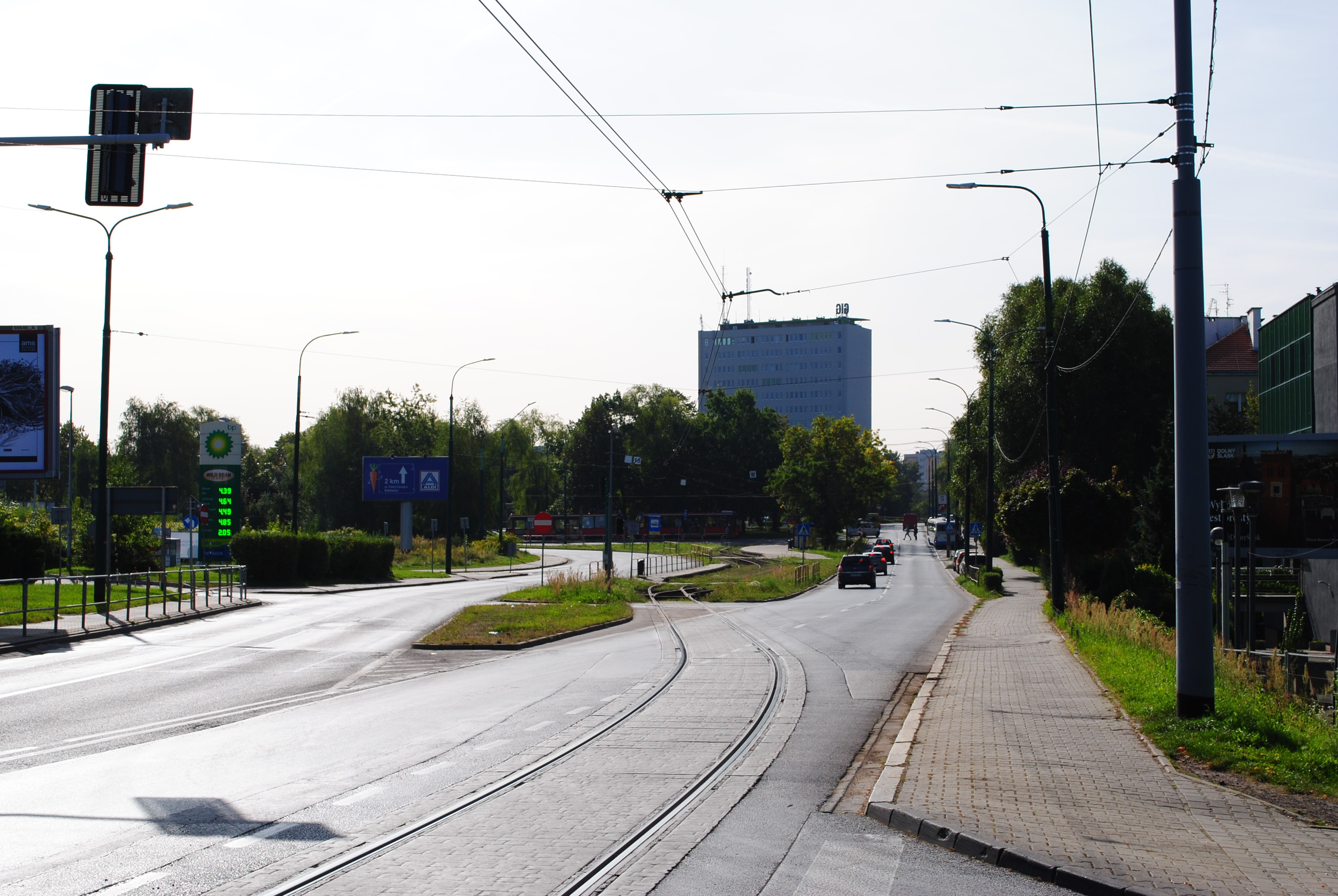
Aleja W. Korfantego na wysokości skrzyżowania z ulicą Słoneczną; na drugim planie pętla Słoneczna

Aleja W. Korfantego rozpoczyna swój bieg na terenie Śródmieścia od katowickiego Rynku i skrzyżowania z ulicą Teatralną. Kierując się w stronę północną krzyżuje się z ulicą Stanisława Moniuszki oraz ulicą Piastowską, mijając wcześniej budynek dawnego hotelu Grand (al. W. Korfantego 3), a na wysokości skrzyżowania budynek Separatora. Kierując się dalej na północ, mija gmach hotelu Katowice, Ślizgowiec, Superjednostkę i pomnik Powstańców Śląskich. W rejonie ronda gen. Jerzego Ziętka krzyżuje się z aleją Walentego Roździeńskiego (droga krajowa nr 79, droga krajowa nr 86, droga ekspresowa nr 86 i DTŚ) i ulicą Chorzowską (droga krajowa nr 79 i DTŚ). Tam też droga wchodzi na teren Koszutki. 
Dalej, podążając w kierunku północnym biegnie obok kompleksu wysokościowców .KTW, Spodka i siedziby Głównego Instytutu Górnictwa (plac Gwarków, skrzyżowanie z ulicą Misjonarzy Oblatów MN i ulicą Katowicką). Na wysokości skrzyżowania z ulicą Słoneczną i ulicą Jesionową aleja W. Korfantego wkracza na obszar dzielnicy Wełnowiec-Józefowiec. W rejonie Wełnowca krzyżuje się z ulicą Konduktorską i ulicą Gnieźnieńską (pl. Walentego Fojkisa), mijając wcześniej zabytkowy gmach Sądu Apelacyjnego oraz tereny dawnej huty „Hohenlohe”, a za nim kolonię Fryderyka. Droga kończy swój bieg przy skrzyżowaniu z ulicą Telewizyjną obok placu Alfreda, kolonii Alfred i Lasku Alfreda, na granicy miasta z Siemianowicami Śląskimi.

## Historia

Zabudowania Kuźnicy Boguckiej w 1823, przy drodze dworskiej (dzisiejsza al. W. Korfantego)

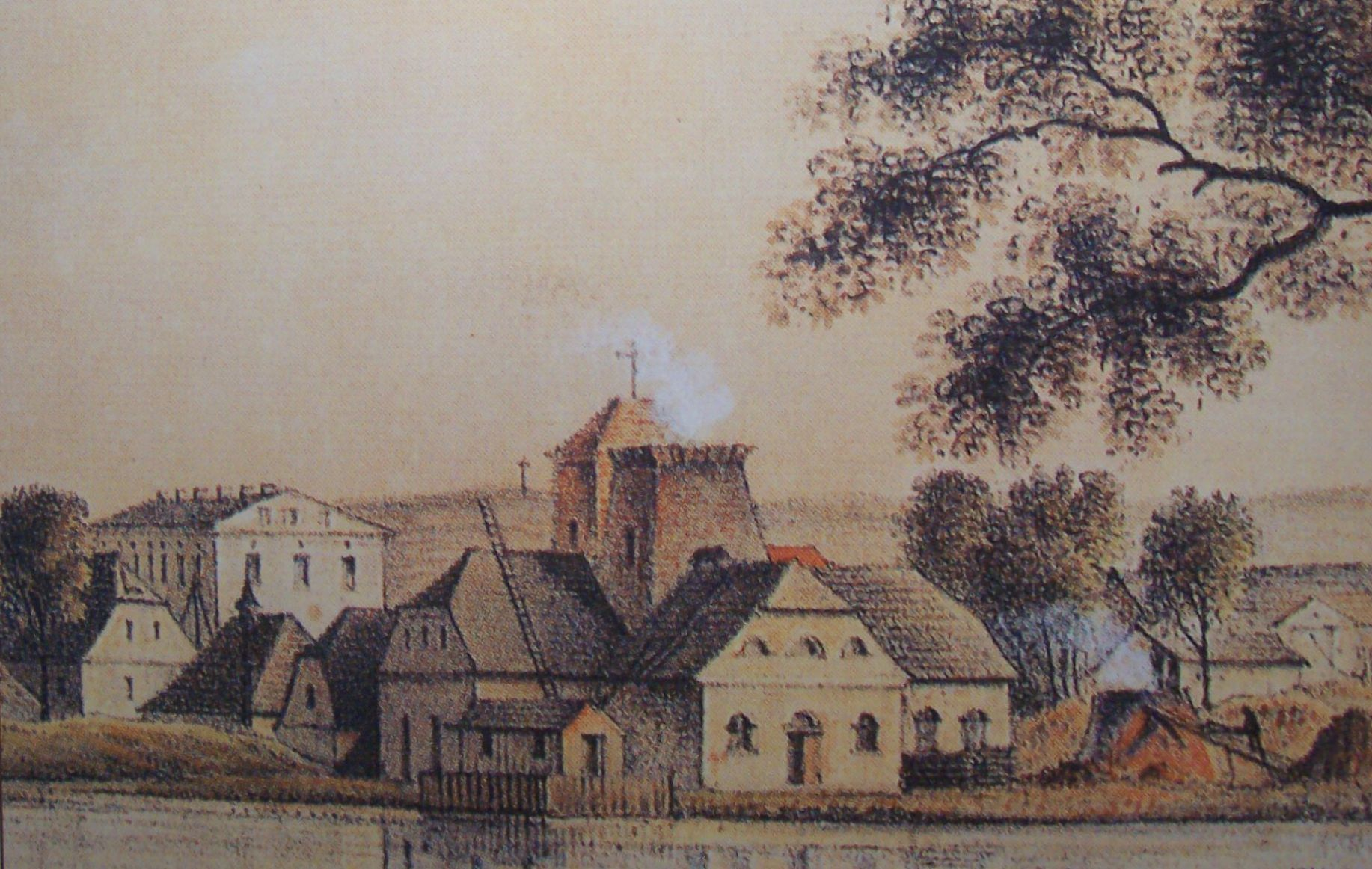
Kuźnica Bogucka na litografii Ernesta Knippla z około 1830 roku

Około 1360 roku nad rzeką Roździanką (dzisiejszy potok Rawa, przykryta betonowymi płytami, płynąca pod aleją w rejonie Rynku) na miejscu dzisiejszego Separatora została założona kuźnica w ówczesnej Kuźnicy Boguckiej (dzisiejsze Śródmieście). Pierwsze wzmianka pisana o kuźnicy w tym miejscu pochodzi z 1397 roku, zamieszczona w tekście wyroku sądu kurii biskupiej w Krakowie, rozstrzygającego spór o kolaturę parafii mysłowickiej. Zabudowania kuźnicy przetrwały do drugiej połowy XIX wieku.
Trakt do Siemianowic istniał już w XVII wieku jako droga dworska. Na przełomie wieku XVII i XVIII w rejonie dzisiejszej ulicy Piastowskiej, ulicy Uniwersyteckiej i alei Wojciecha Korfantego działał hutniczy folwark bogucki (od drugiej połowy XVIII wieku należący do właścicieli Kuźnicy Boguckiej).
W miejscu dzisiejszego Spodka w 1818 roku na obszarze dworskim, należącym do Franza von Wincklera, założono hutę „Franz”, połączoną w 1860 z hutą „Fanny”. Połączony zakład „Fanny-Franz” działał do 1903 roku. Jego zabudowania wykorzystano przy wznoszeniu w tym samym miejscu tzw. Dworu Marii – kompleksu zakładowego o hutniczym charakterze, który należał do rodziny Kurtoków. Wyburzono go w latach sześćdziesiątych XX wieku .
W latach 1899–1922 ulica nosiła nazwę Schloßstrasse, w latach 1922–1939 i w 1945 roku ulica Zamkowa, w latach 1939–1945 Ludendorffstraße, natomiast od 11 października 1946 roku ulica Armii Czerwonej. Uchwałą Rady Miasta Katowice nr VIII/44/90 z 8 października 1990 roku ulicy nadano nazwę aleja Wojciecha Korfantego. Od początku swego istnienia była miejscem, gdzie znajdowały się budynki użyteczności publicznej.
W latach międzywojennych XX wieku przy ówczesnej ulicy Zamkowej swoją siedzibę miały: Konsulat Republiki Łotwy (pod numerem 16), Restauracja Zamkowa Franciszka Matuli (ul. Zamkowa 1), jadłodajnia Adelista Dawida (pod numerem 2), Śląski Przemysł Rowerowy (ul. Zamkowa 20), „Polhurt” – Towarzystwo Przemysłowo-Handlowe (pod numerem 20), wytwórnia chemiczna „Steinhoff” (ul. Zamkowa 20), „Progress” Zjednoczone Górnośląskie Kopalnie (biuro sprzedaży węgla, ul. Zamkowa 10), sklep z benzyną, olejami i smarami H. Schwidewskiego (ul. Zamkowa 37 i 38), oddział Banku Kupieckiego Śląskiego i towarzystwa ubezpieczeniowego „Przyszłość” (pod numerem 1). W miejscu dzisiejszego ronda istniał przejazd kolejowy kolejki wąskotorowej, prowadzącej do kopalni „Ferdynand”. 

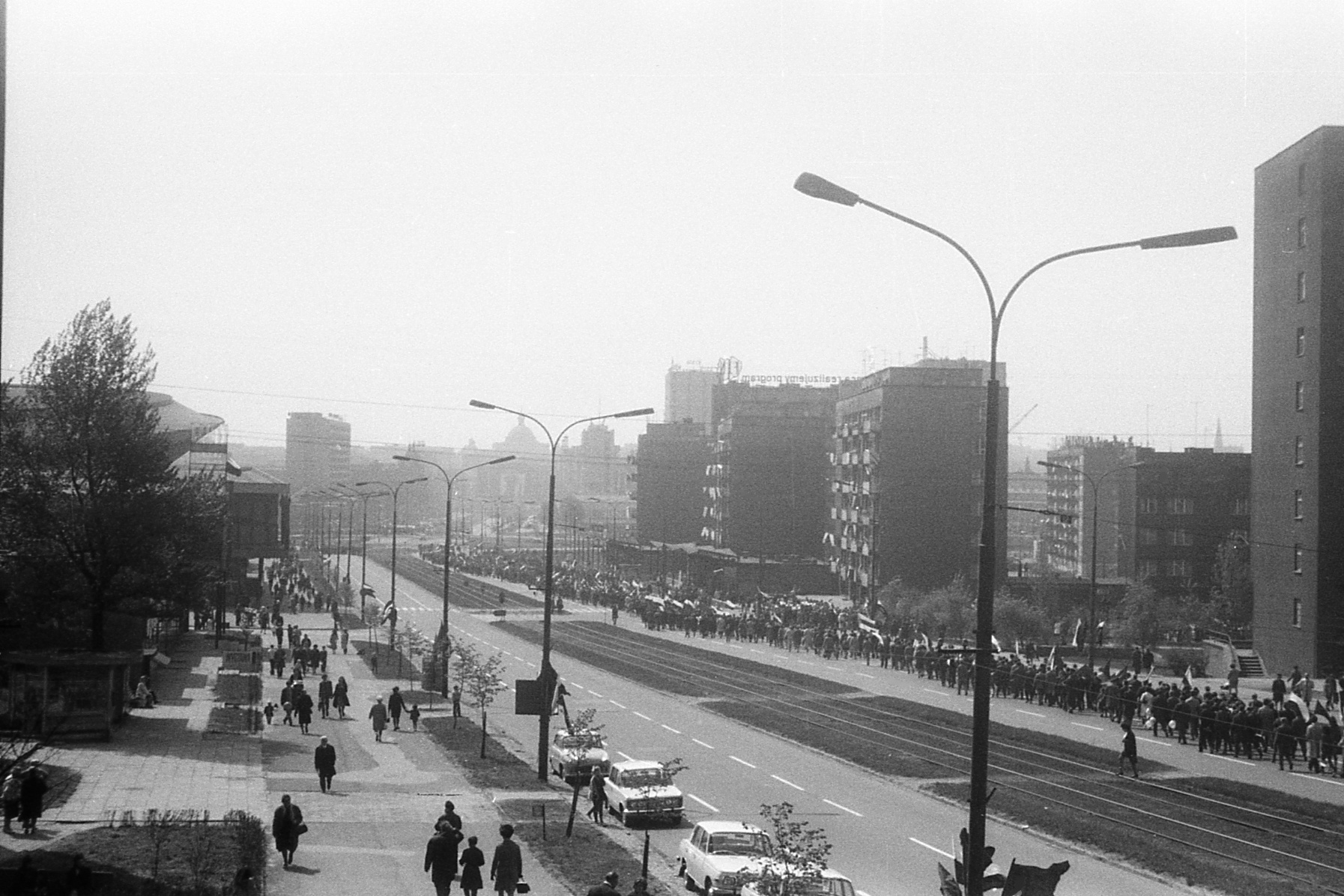
Pochód 1-majowy wzdłuż ówczesnej ulicy Armii Czerwonej na wysokości Koszutki w 1971/1972 roku

4 września 1939 roku naprzeciw Domu Powstańca przy ówczesnej ulicy Zamkowej żołnierze Wehrmachtu rozstrzelali schwytanych polskich obrońców miasta – łącznie około osiemdziesięciu harcerzy i dawnych powstańców śląskich, wśród nich Nikodema Renca. W 1945 roku uruchomiono pod numerem 38 oddział przedsiębiorstwa „Papyrus” z Krakowa.

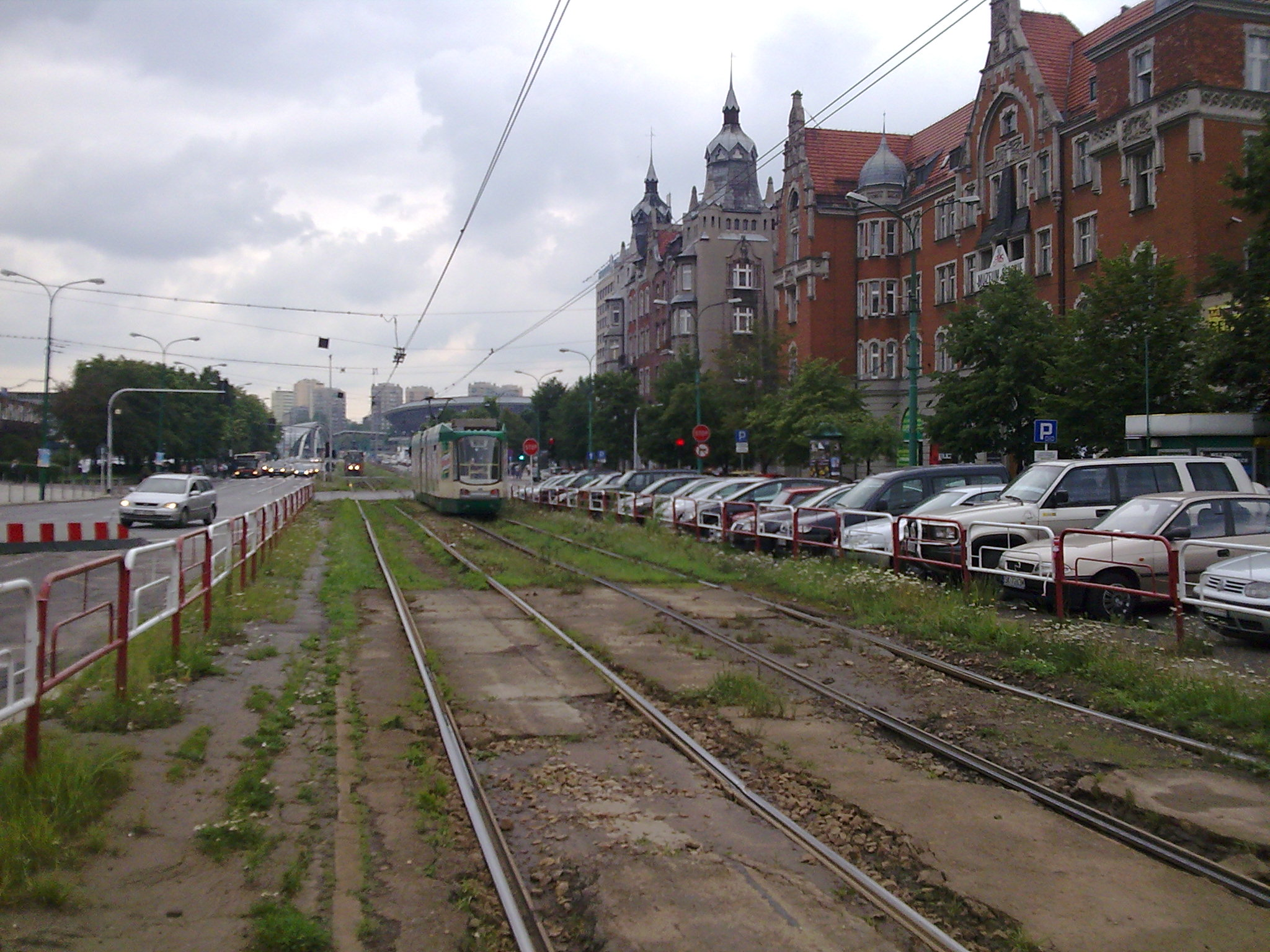
Aleja w Korfantego na wysokości budynku nr 1 w lipcu 2008 roku (przed modernizacją)

W 1959 roku władze Miasta Katowice podjęły decyzję o przebudowie Śródmieścia, w tym Rynku. Kamienice jego północnej pierzei wyburzono, by poszerzyć ulicę Armii Czerwonej i tym samym zapoczątkować rozbudowę Śródmieścia w kierunku północnym, które do tego czasu zajmowane było przez dawne zabudowania huty „Marta” i pałacyku von Thiele-Wincklerów (plany poszerzenia arterii zaczęto realizować już w 1938 roku – wyburzono wtedy kamienice pod numerami 4 i 5). W latach sześćdziesiątych XX w. wzniesiono tzw. Blok Zachód – ciąg galerii i budynków usługowo-handlowych. Jego projektantem był M. Król. Założenie obejmowało budowę wysokościowców – Separatora (bud. 1968), Ślizgowca (bud. 1968) oraz Superjednostki (bud. 1967–72). W 1965 roku na skrzyżowaniu z ulicą Feliksa Dzierżyńskiego (dzisiejsza ulica Chorzowska) i alei Walentego Roździeńskiego wybudowano rondo gen. Jerzego Ziętka z podziemnymi przejściami projektu W. Lipowczana. 
9 grudnia 2006 roku oddano do użytku przebudowane rondo ze szklaną kopułą oraz podziemny bezkolizyjny tunel długości około 650 metrów. Dnia 3 sierpnia 2010 roku aleją prowadziła trasa trzeciego etapu wyścigu kolarskiego Tour de Pologne 2010, a 2 sierpnia 2011 roku – trasa trzeciego etapu Tour de Pologne 2011. W następnych latach aleją także jechali kolarze.
W późniejszym czasie dokonano przebudowę alei na odcinku od Rynku do ronda gen J. Ziętka. 18 maja 2011 roku zostało wszczęte postępowanie administracyjne, mające na celu wydanie decyzji na realizację inwestycji drogowej pn.: Przebudowa układu drogowego, placów publicznych, torowiska tramwajowego oraz infrastruktury technicznej w strefie Rondo–Rynek dla przedsięwzięcia Przebudowa strefy śródmiejskiej miasta Katowice. Prace budowlane zrealizowano do 2015 roku. W ramach prac na odcinku od Rynku do ronda gen. J. Ziętka przebudowano m.in. torowisko tramwajowe, jezdnię i infrastrukturę techniczną. Wymieniono również nawierzchnię chodników i postawiono nowe wiaty przystankowe.

## Opis i dane techniczne

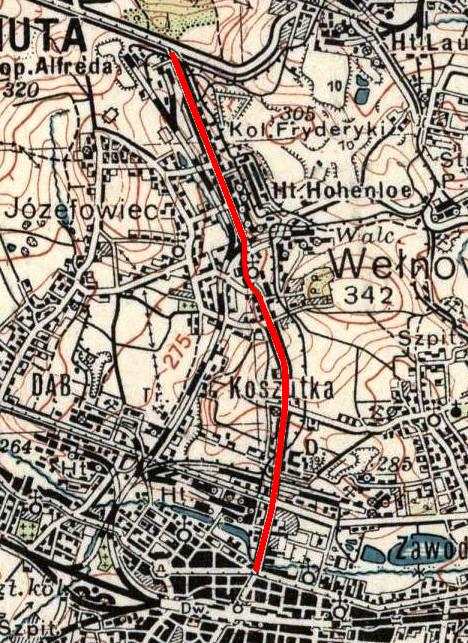
Aleja zaznaczona czerwoną linią na mapie z 1933 roku

Aleja W. Korfantego na całej długości przebiega przez obszar trzech dzielnic: Śródmieścia, Koszutki i Wełnowca-Józefowca. Jest jedną z najdłuższych dróg w Katowicach – jej długość wynosi 3 885 m. Stanowi ona drogę powiatową o klasie drogi zbiorczej. Jest ona w administracji Miejskiego Zarządu Ulic i Mostów w Katowicach. W systemie TERYT aleja widnieje pod numerem 38509.
Od Rynku do skrzyżowania z ulicą Jesionową i ulicą Słoneczną droga posiada dwa pasy ruchu w każdym kierunku oraz dodatkowy pas poboczny, przeznaczony dla autobusów. W najszerszym miejscu jezdnia ma 15 m, a chodnik 9,5 m, natomiast w najwęższym odpowiednio 7 i 1,5 m. Pod aleją zlokalizowane jest odgałęzienie wodociągu magistralnego GPW o przekroju Ø 600 mm, będącego w eksploatacji Katowickich Wodociągów. Skrajem alei biegnie szlak Historii Górnictwa Górnośląskiego.
Aleja W. Korfantego jest jedną z dróg w Katowicach, na którym notuje się najwięcej kolizji i wypadków drogowych. Średnie natężenie ruchu w godzinie szczytu popołudniowego na odcinku alei od ulicy Piastowskiej do ronda gen. Jerzego Ziętka według badań przeprowadzonych we wrześniu 2007 roku wynosiło 1 702 samochody na godzinę, z czego 92,9% pojazdów stanowiły samochody osobowe. 
Aleją W. Korfantego kursują autobusy i kursujące na całej długości tramwaje na zlecenie Zarządu Transportu Metropolitalnego (ZTM) oraz autobusy PKM Jaworzno. W ciągu alei znajdują się następujące przystanki: Katowice Aleja Korfantego, Katowice Rondo, Koszutka Misjonarzy Oblatów, Koszutka GIG, Koszutka Słoneczna, Koszutka Jesionowa, Wełnowiec Poczta, Wełnowiec Kościół, Wełnowiec Gnieźnieńska i Wełnowiec Plac Alfreda. W rejonie skrzyżowań z ulicą Słoneczną i z ulicą Telewizyjną (plac Alfreda) znajdują się pętle tramwajowe – pierwsza z nich została oddana do użytku 5 września 1964 roku, natomiast druga w obecnym miejscu w 1956 roku. 

## Historyczne obiekty
Przy alei Wojciecha Korfantego wzniesiono następujące obiekty:
- zespół kamienic mieszkalnych zamknięty w czworoboku pomiędzy ulicami: Stanisława Moniuszki, Piastowską i al. W. Korfantego, wpisany do rejestru zabytków (nr rej.: A/1497/92 z 4 września 1992 roku[45]); wzniesiony około 1900 roku, w stylu eklektycznym z elementami zapowiadającymi secesję[46];
- Separator (al. W. Korfantego 2) – wzniesiony w latach 1967–1972 jedenastokondygnacyjny budynek Głównego Biura Studiów i Projektów Przeróbki Węgla "Separator"; zaprojektowany przez Stanisława Kwaśniewicza[47]; posiada kubaturę 53 000 m³[48];
- budynek dawnego hotelu „Grand” (al. W. Korfantego 3) – siedziba Muzeum Śląskiego w latach 1984[2]–2018[49], wpisany do rejestru zabytków (nr rej.: A/1314/83 z 3 października 1983 roku[45]), wybudowany w 1898 roku, w stylu neogotyckim[46]; prawdopodobnymi projektantami obiektu byli Ignatz Grünfeld lub Gerd Zimmermann;
- budynek mieszkalno-usługowy „Delikatesy” (al. W. Korfantego 5) – budynek składający się z dwóch połączonych ze sobą części: parterowego pawilonu handlowego oraz wysokościowca mieszkalnego; budynek powstał w latach 1960–1962, a zaprojektował go Marian Skałkowski[50];
- Galeria Sztuki Współczesnej BWA (al. W. Korfantego 6) – pawilon o powierzchni 800 m² oddano do użytku w 1969 roku, wzniesiono go według projektu Stanisława Kwaśniewicza; na górnym pasie koronującym umieszczono fryz rzeźbiarski (nawiązujący do antycznych form)[47]; nr rejestru zabytków A/1340/24 z 2 lutego 2024[51];
- Ślizgowiec (al. W. Korfantego 8) – dziewiętnastokondygnacyjny wieżowiec mieszkalny[35] o wysokości około 60 metrów, ukończony w 1969 roku[a] metodą ślizgową; obiekt zaprojektował Stanisław Kwaśniewicz[52];
- budynek hotelu „Katowice” (al. W. Korfantego 9); oddany do użytku w 1965 roku, projektu Tadeusza Łobosa[53][54]; hotel posiada kubaturę 53 460 m³ i ok. 200 pokoi jednoosobowych[47]; został wzniesiony na terenach dawnego folwarku katowickiego[48];
- budynek Handlowego Domu Dziecka – Varietes Centrum (Centrum u Michalika; al. W. Korfantego 10)[55], wyburzony w 2013 roku[56];
- Pałac Ślubów (al. W. Korfantego 14); oddany do użytku w 1969 roku[57], wzniesiony według projektu Mieczysława Króla; w jego miejscu do początku lat sześćdziesiątych XX w. istniały zabudowania huty Marta[48]; obiekt został wyburzony w 2011 roku[58];
- Superjednostka (al. W. Korfantego 16–32) – jeden z największych budynków mieszkalnych w Polsce, wybudowany w latach 1967–1972 według projektu Mieczysława Króla; posiada kubaturę 164 000 m³ i powierzchnię mieszkalną 33 600 m² oraz 762 mieszkania[47][59];

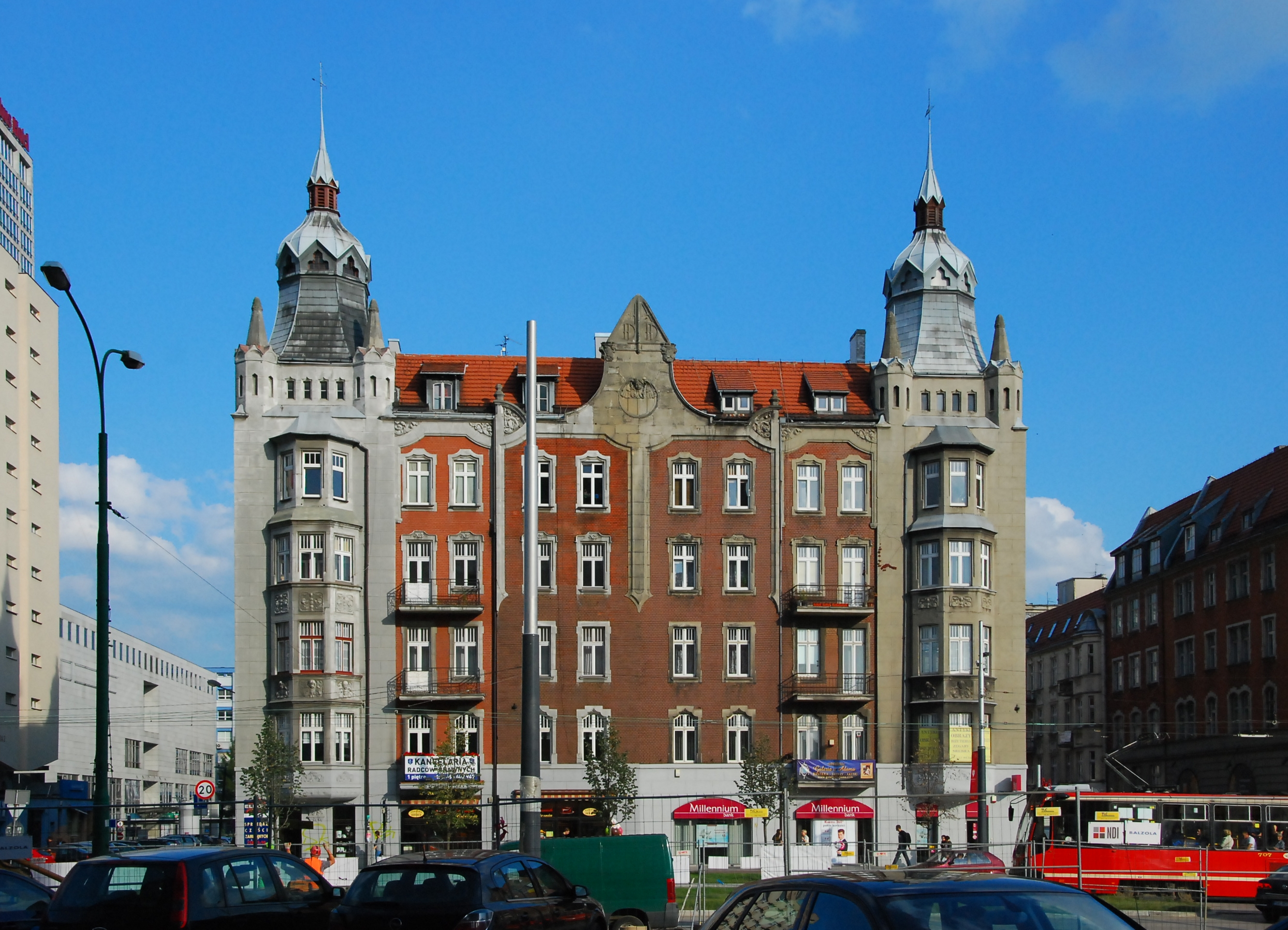
Kamienice w kwartale ulic: Piastowskiej i S. Moniuszki oraz alei W. Korfantego
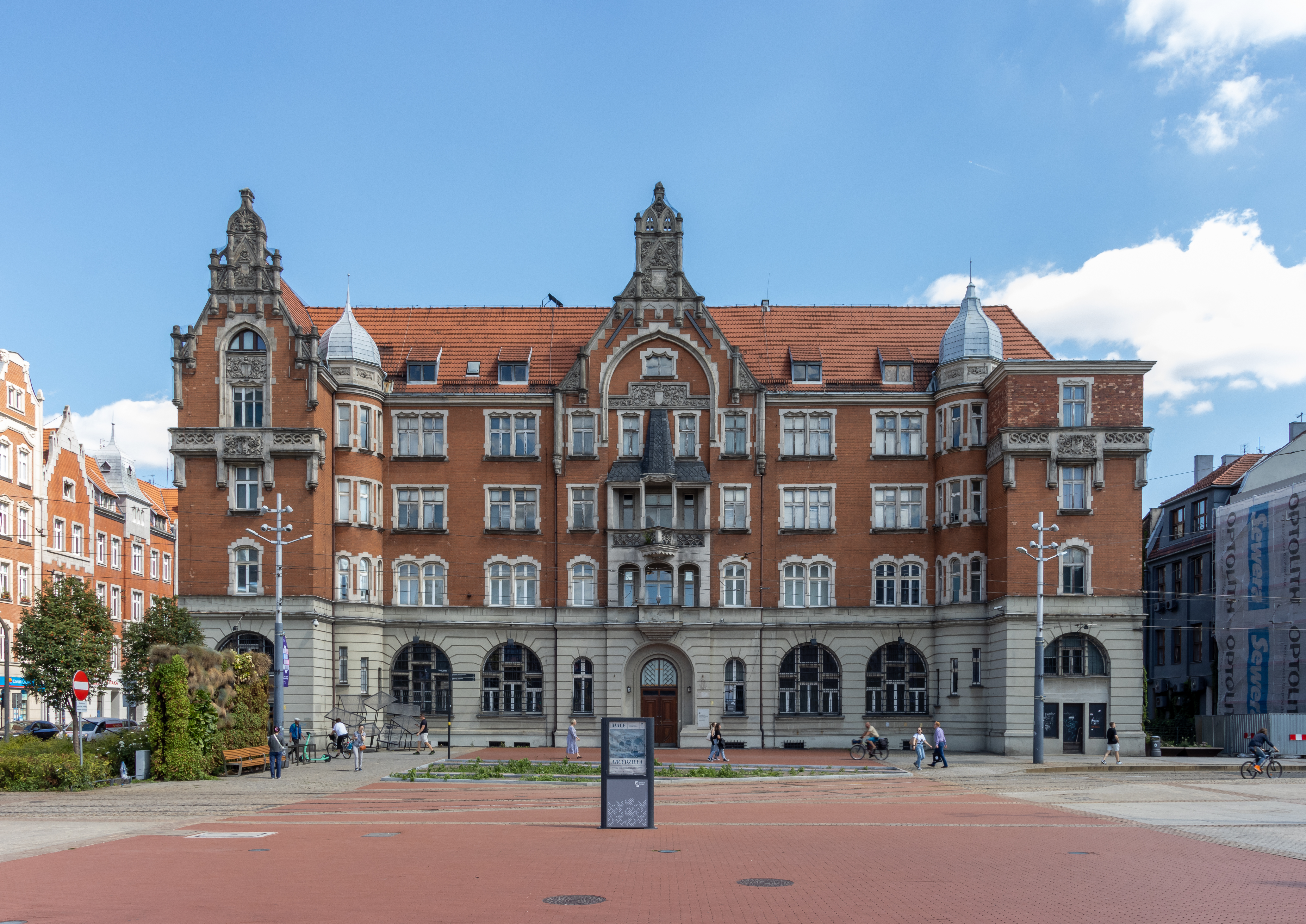
Budynek dawnego hotelu „Grand” (al. W. Korfantego 3)
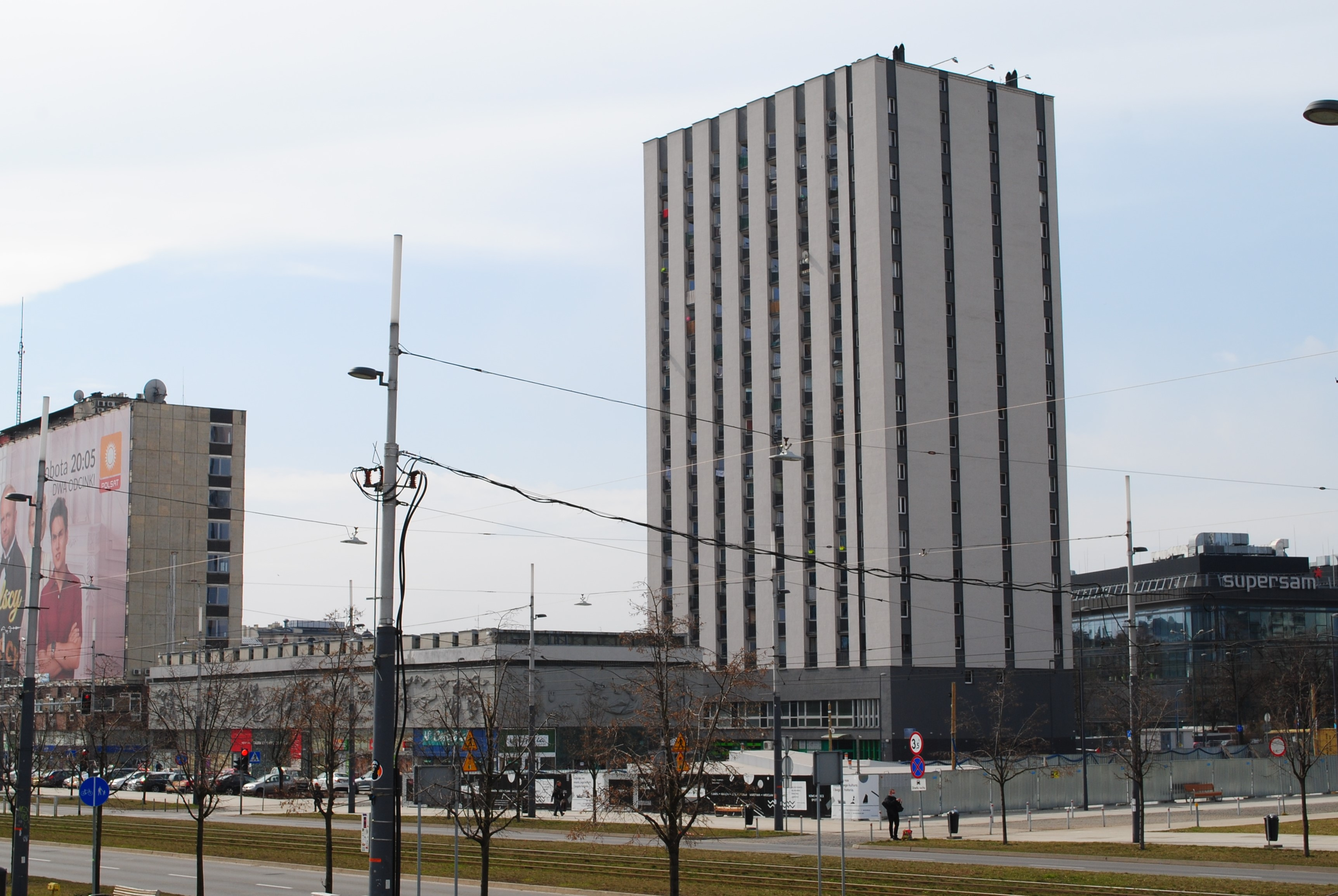
Galeria Sztuki Współczesnej BWA oraz Ślizgowiec (al. W Korfantego 6 i 8)
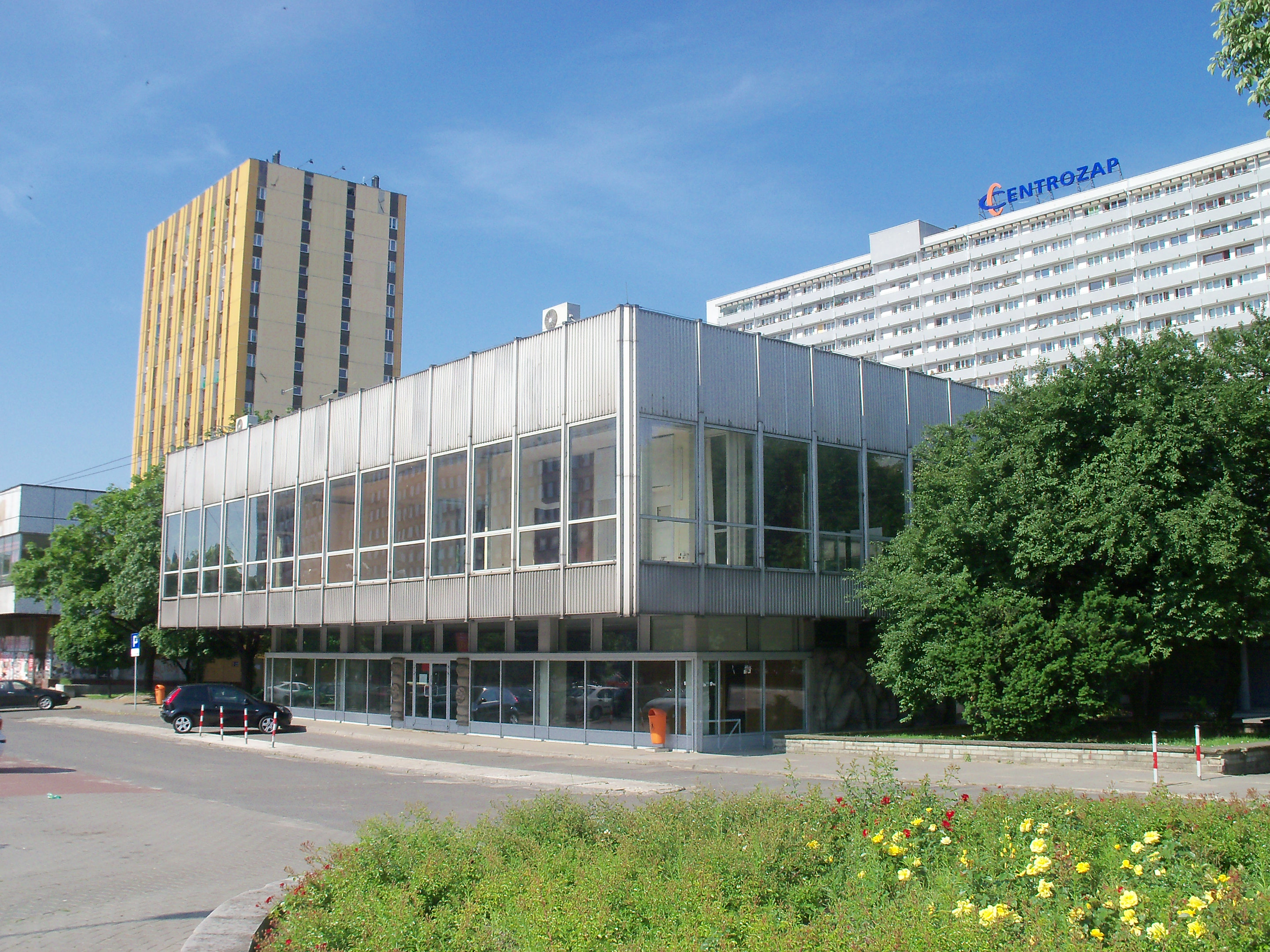
Nieistniejący obecnie Pałac Ślubów (al. W. Korfantego 14)
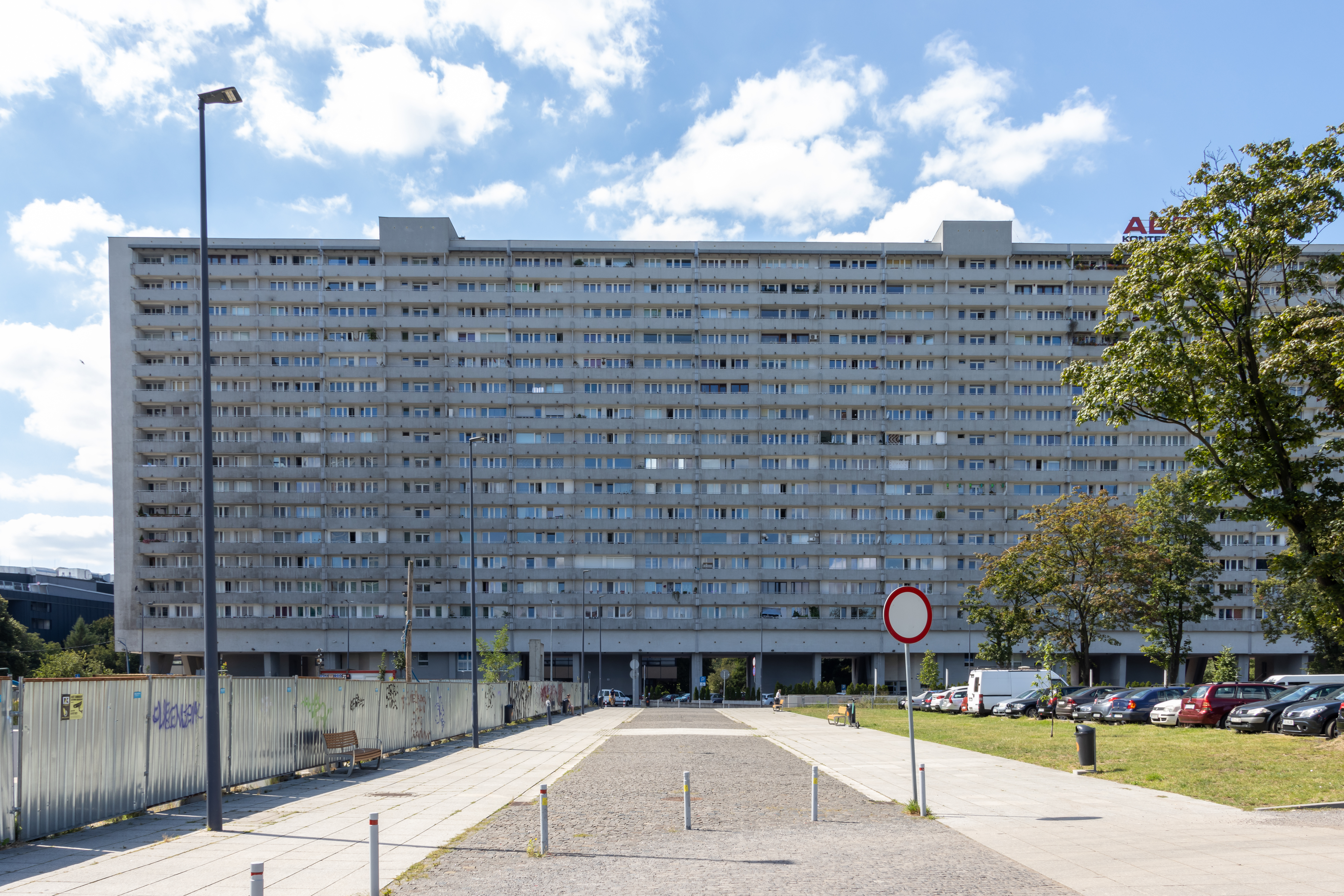
Superjednostka (al. W. Korfantego 16–32)

- hala widowiskowa Spodek (al. W. Korfantego 35); wzniesiona w latach 1964–1971 według projektu Biura Studiów i Projektów Typowych Budownictwa Przemysłowego z Warszawy, reprezentowanego przez architektów Macieja Gintowta i Macieja Krasińskiego; wykonawcą konstrukcji został Andrzej Żórawski; kubatura hali głównej to 246 624 m³, całkowita powierzchnia użytkowa hali – 15 386 m², stałych miejsc siedzących – 7 776; koszt budowy wyniósł 800 000 000 złotych; do 1997 obiekt nosił nazwę Wojewódzka Hala Widowiskowo-Sportowa w Katowicach[47][60]; zespół zabudowy Spodka wpisano do rejestru zabytków (nr rej. A/1560/25 z 13 maja 2025[61]);
- kamienice mieszkalne (al. W. Korfantego 58, 68), wybudowane w 1936 roku w stylu funkcjonalizmu[62];
- kamienica mieszkalna (al. W. Korfantego 60), wzniesiona w 1937 roku w stylu funkcjonalizmu[62];
- kamienice mieszkalne (al. W. Korfantego 66, 70, 72, 74, 76), wybudowane pod koniec lat trzydziestych XX wieku w stylu funkcjonalistycznym[62];
- willa w ogrodzie (al. W. Korfantego 71), wzniesiona w latach trzydziestych XX wieku w stylu funkcjonalizmu[62];
- kamienice mieszkalne (al. W. Korfantego 80, 84), wybudowane pod koniec lat czterdziestych XX wieku w stylu funkcjonalizmu[62];
- budynki mieszkalne (al. W. Korfantego 111/113, 115), wzniesione na początku XX wieku[62];
- neoklasycystyczny budynek Sądu Apelacyjnego (al. W. Korfantego 117, 119), wpisany do rejestru zabytków (nr rej.: A/1664/97 z 15 grudnia 1997 roku[45], nr rej.: A/562/2019 z 23 października 2019 roku[45]); został wzniesiony prawdopodobnie w 1905 roku; ochroną objęty jest budynek wraz ze schodami[63]; budynek jest dawną siedzibą koncernu Hohenlohe Werke (niem. Zakłady Hohenlohego)[64];
- zabytkowe budynki mieszkalne (al. W. Korfantego 118, 120, 124/126, 128, 123, 125, 127, 131, 133, 134/136)[62][65];
- kościół pw. NMP Wspomożenia Wiernych (al. W. Korfantego 121/1)[62][65]; wzniesiony i poświęcony w 1930 roku; konsekrowany 4 października 1970 roku przez bpa Czesława Domina[66];
- budynek plebanii (al. W. Korfantego 121), wzniesiony w pierwszej połowie XIX wieku w stylu neoklasycystycznym, jako dany budynek administracji huty Hohenlohe[62];
- zabudowa mieszkaniowa kolonii Fryderyka (al. W. Korfantego 147/145, 151/149, 153/155, 157/159, 161/163, 165/167, 181/183, 185/187, 189)[62], pochodząca z XIX wieku[67][68];
- dawna hala pieców destylacyjnych w Zakładach Metalurgicznych „Silesia”[62] (w Wełnowcu), przy al. W. Korfantego 141 (róg z ul. Konduktorską 8)[69], wpisana do rejestru zabytków (nr rej.: A/1385/89 z 30 maja 1989 roku), wzniesiona w 1913, w stylu modernizmu[46]; budynek ten skreślono z rejestru decyzją Ministra Kultury z 4 kwietnia 2005 roku i wyburzono[70];
- zabudowa szybu „Alfred” (al. W. Korfantego 182, 184), wpisana do rejestru zabytków (nr rej.: A/1228/78 z 19 sierpnia 1978 roku[45]); teren wraz z obiektami dawnej kopalni „Alfred”: lokomotywownia, warsztaty, kotłownia, maszynownia, nadszybie, łaźnia, cechownia, kuźnia, stajnia, dwa domy mieszkalne; budynki pochodzą z 1910 roku, zostały wybudowane w stylu historyzmu i modernizmu; do rejestru wpisany został także starodrzew[63][69].

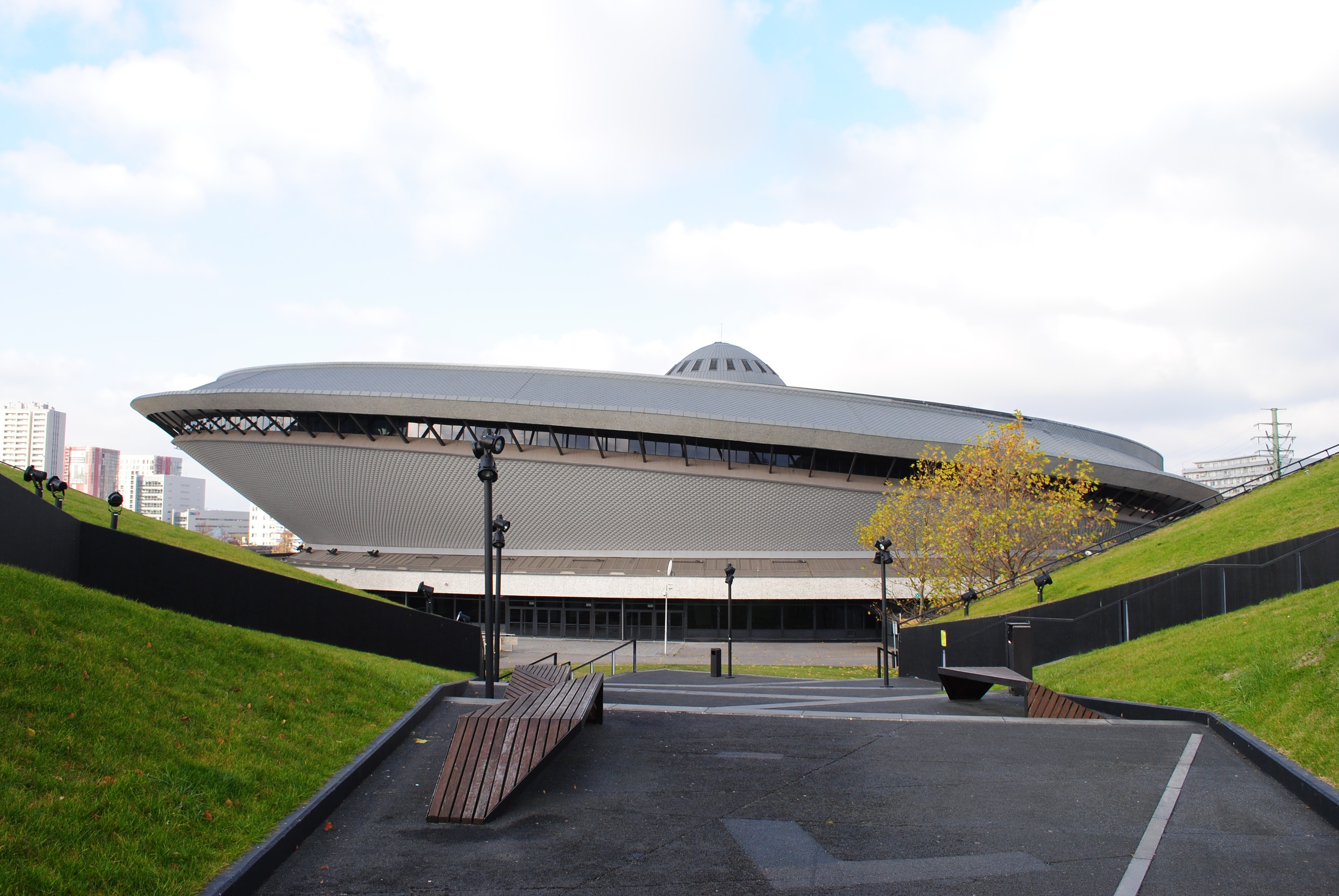
hala widowiskowa Spodek (al. W. Korfantego 35)
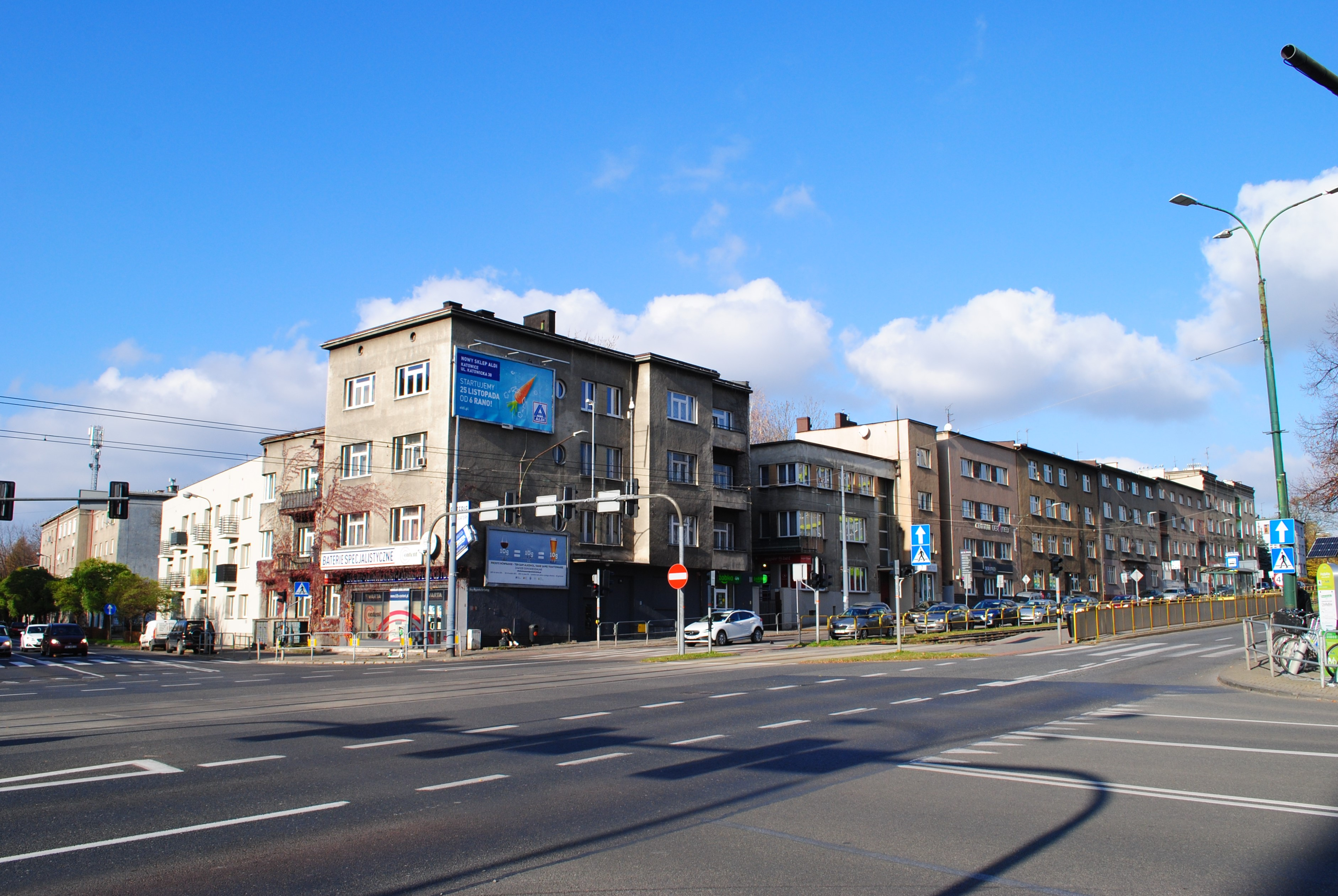
Kamienice mieszkalne z lat 30. XX wieku (al. W. Korfantego 66, 70, 72, 74 i 76)
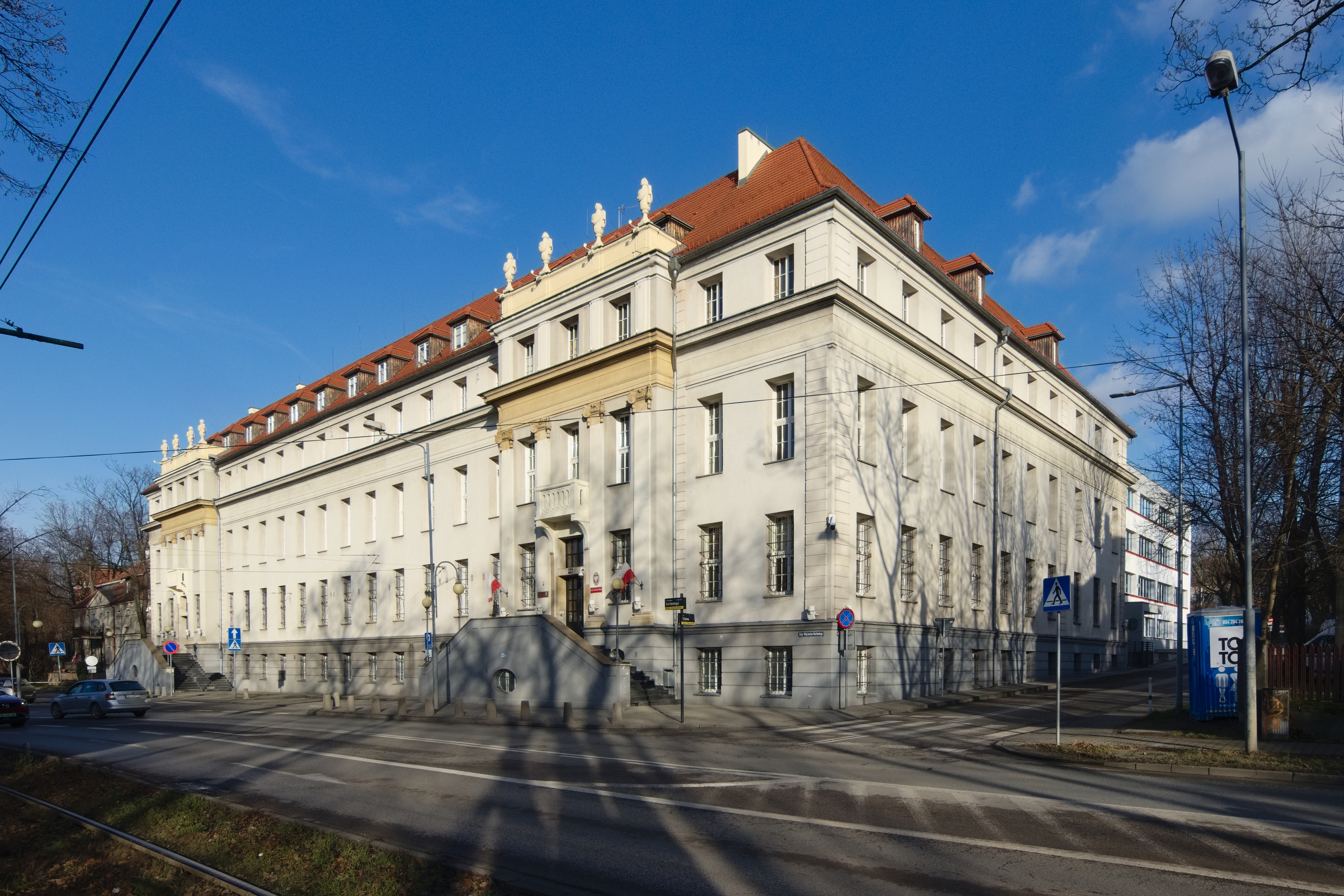
Gmach Sądu Apelacyjnego (al. W. Korfantego 117, 119)
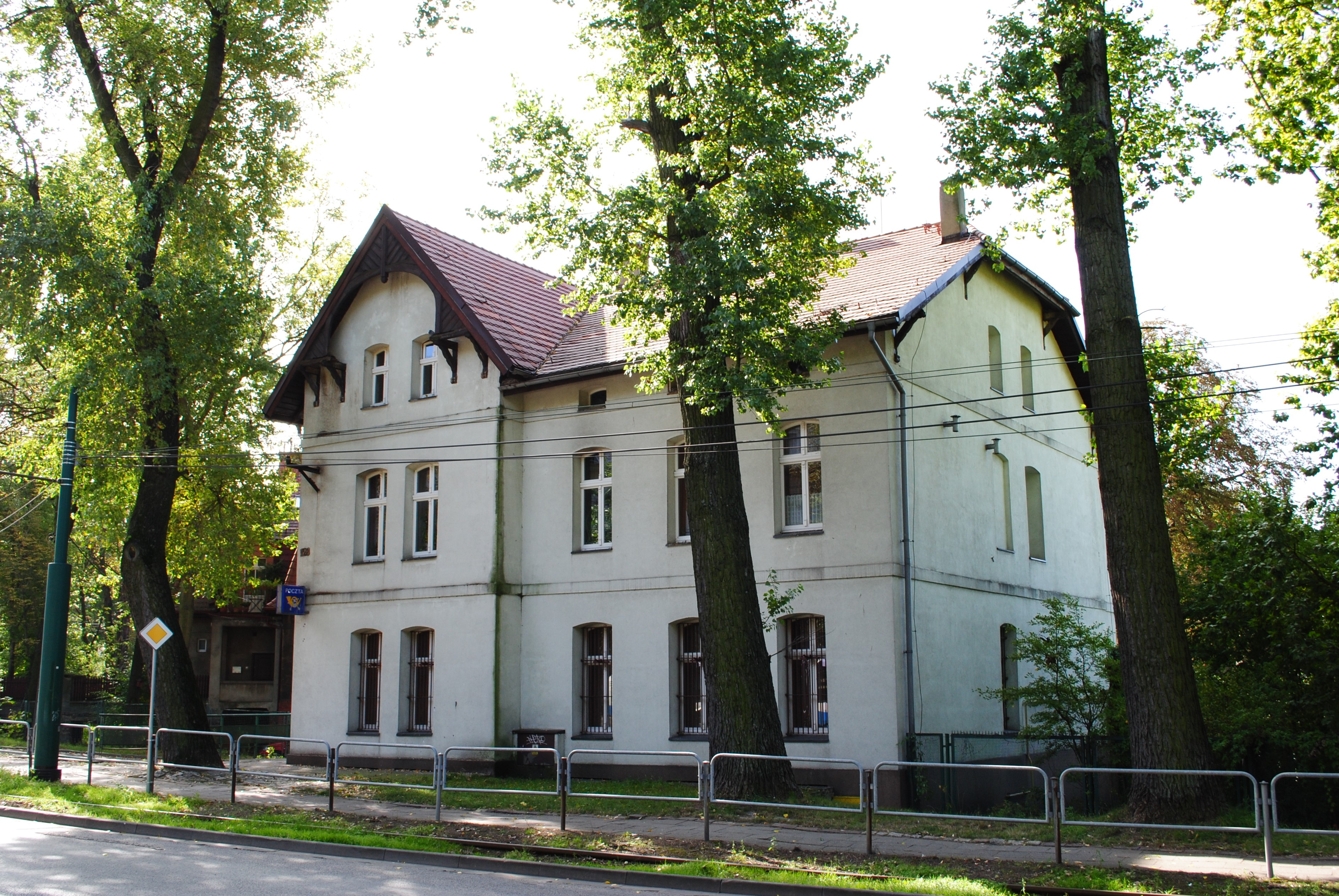
Historyczny budynek poczty (al. W. Korfantego 128)
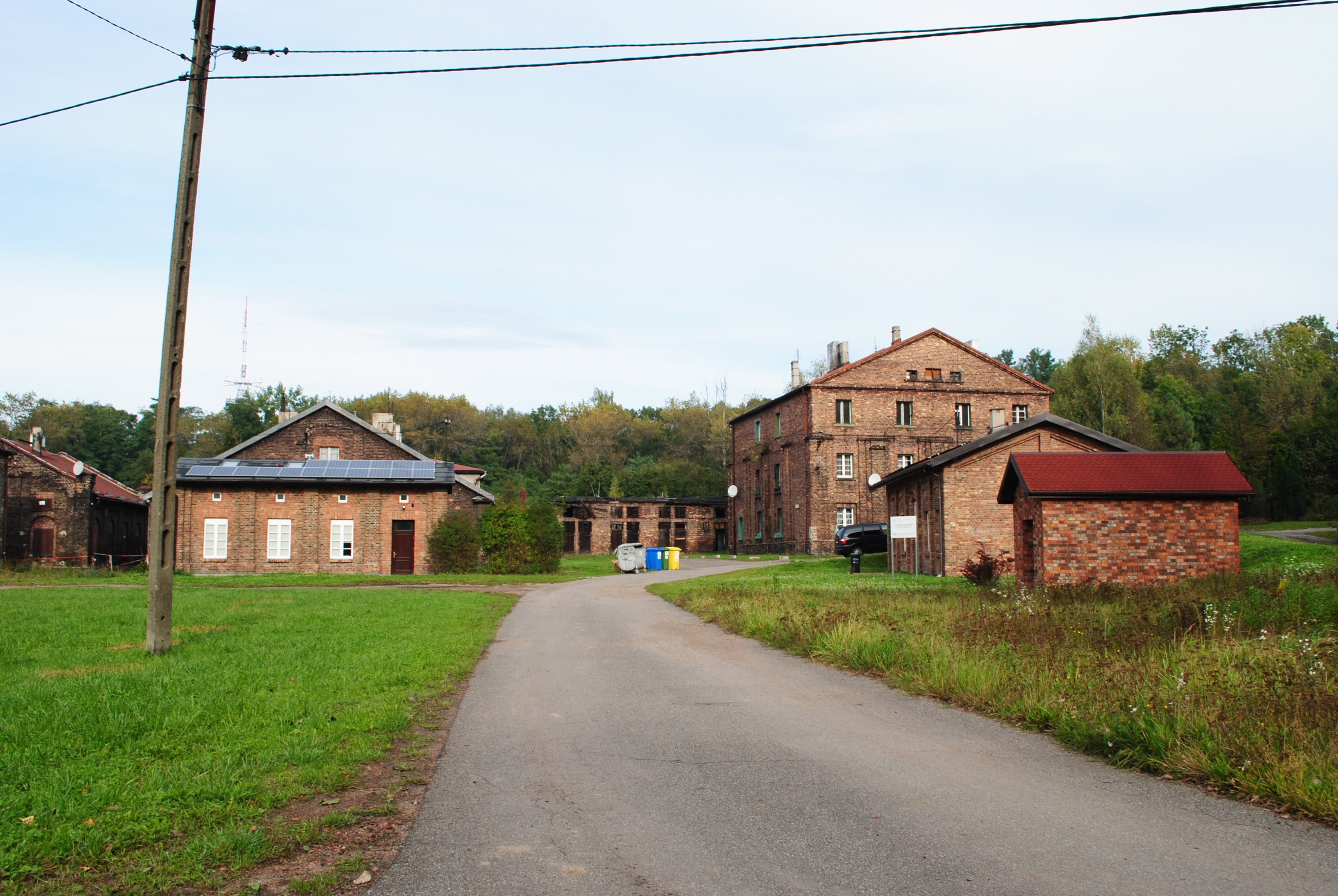
Zabudowa szybu „Alfred” (al. W. Korfantego 182, 184)

## Instytucje

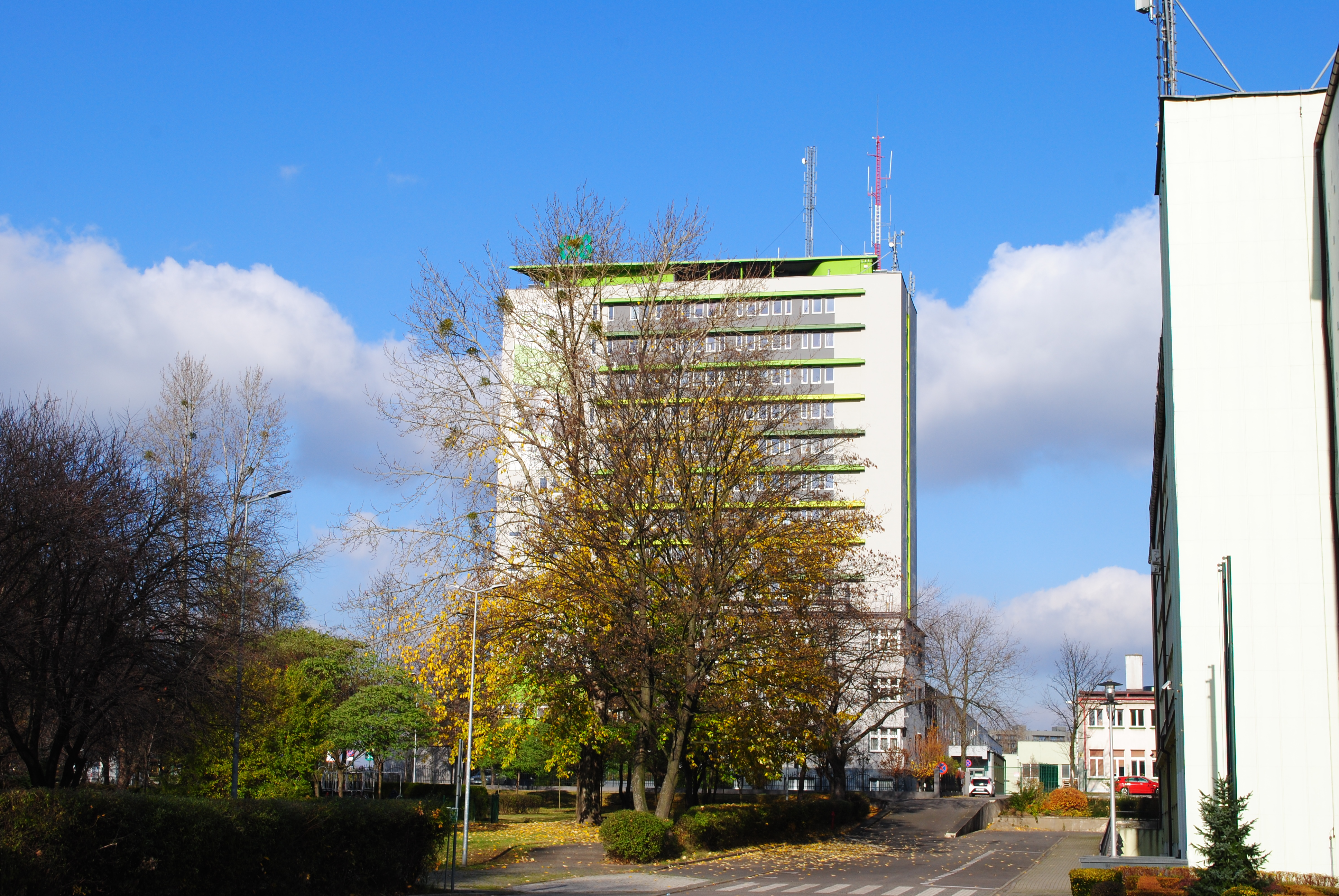
Wieżowiec Głównego Instytutu Górnictwa (al. W. Korfantego 79)

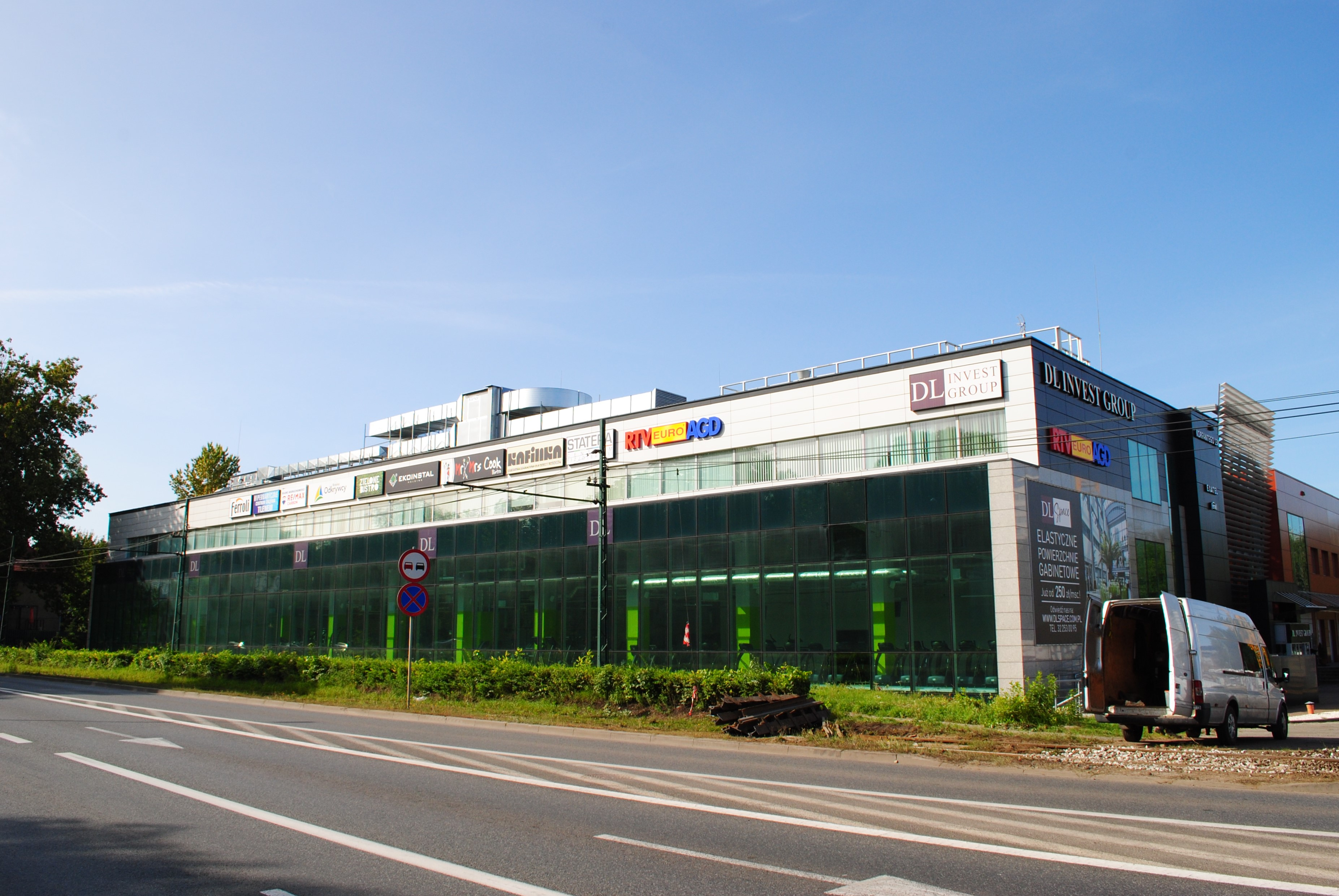
Budynek DL Center Point III (al. W. Korfantego 138)

Przy al. Wojciecha Korfantego, według stanu z marca 2021 roku, swoją siedzibę mają:
- Galeria Sztuki Współczesnej Biura Wystaw Artystycznych (al. W. Korfantego 6)[71];
- Śląskie Towarzystwo Krzewienia Kultury Fizycznej w Katowicach (al. W. Korfantego 8)[72].
- Atelier Fotografii Alternatywnej „Silmaril” (al. W. Korfantego 16)[73];
- Administracja Osiedla Superjednostka Katowickiej Spółdzielni Mieszkaniowej (al. W. Korfantego 32/11)[74];
- Kompleks przy al. W. Korfantego 35: Hala Widowiskowo-Sportowa Spodek (w tym lodowisko, sala gimnastyczna i basen)[60], Hotel Diament Spodek[75];
- Górnośląskie Towarzystwo Lotnicze (al. W. Korfantego 38)[76];
- Polska Technika Górnicza (al. W. Korfantego 51/46)[77];
- Wieżowiec GIG Office Point (al. W. Korfantego 79)[78];
- Zakład Budowy Urządzeń i Aparatury Naukowo-Doświadczalnej (al. W. Korfantego 81)[79];
- Sąd Apelacyjny w Katowicach (al. W. Korfantego 117/119)[80];
- Rzymskokatolicka parafia Najświętszej Maryi Panny Wspomożenia Wiernych (al. W Korfantego 121/1)[81];
- Katowickie Przedsiębiorstwo Geologiczne (al. W. Korfantego 125a)[82];
- Urząd Pocztowy Katowice 12 (al. W. Korfantego 128)[83];
- DL Atrium[84] (dawniej Reinhold Center) – zespół budynków biurowo-konferencyjnych (al. W. Korfantego 138); w 2010 zakończyła się pierwsza faza budowy – do użytku oddano obiekt PKP Cargo[85];
- Oświata i Biznes[86] oraz Rzemieślnicza Branżowa Szkoła I Stopnia w Katowicach (al. W. Korfantego 141)[87];
- Instytut Techniki Budowlanej w Warszawie. Oddział Śląski (al. W Korfantego 191)[88].